# Lophocampa seruba
Lophocampa seruba är en fjärilsart som beskrevs av Herrich-Schäffer 1855. Lophocampa seruba ingår i släktet Lophocampa och familjen björnspinnare. Inga underarter finns listade i Catalogue of Life.